# Trophis caucana
Trophis caucana là một loài thực vật có hoa trong họ Moraceae. Loài này được (Pittier) C.C. Berg miêu tả khoa học đầu tiên năm 1988.